# Philipp Lang (Hofbeamter)
Philipp Lang von Langenfels (* um 1560; † um 1609 in Prag) war ein politisch einflussreicher Kammerdiener Kaiser Rudolfs II.

## Leben
Er soll aus einer jüdischen Familie aus Prag stammen. Unklar ist, unter welchen Umständen er zum Christentum konvertierte. Im Jahr 1568 gehörte er als Sängerknabe der Kapelle von Erzherzog Ferdinand in Tirol an. Nach dem Stimmbruch trat er in die Dienste der Söhne des Erzherzogs. Einen von ihnen, den Kardinal Andreas, begleitete er 1579 nach Rom. Im Jahr 1582 heiratete er eine Bedienstete der Erzherzogin Philippine mit Namen Maria Scalaber. Diese stammte aus einer Innsbrucker Bildhauerfamilie. Einige Zeit später wurde er Kammerdiener von Erzherzog Ferdinand. Offenbar hat er sich dessen Vertrauen erworben, wurde Lang doch mit dem Beinamen von Langenfels in den Adelsstand erhoben. Im Jahr 1582 hat ihm der Erzherzog ein Haus geschenkt und ihn 1592 zum Burgpfleger von Innsbruck ernannt. Bald fiel er nach Unterschlagungen und einem Betrugsversuch zeitweise in Ungnade und wurde inhaftiert. Ihm wurde aber verziehen.
Unter nicht geklärten Umständen trat er als Kammerdiener in die Dienste Rudolfs II. Bald erlangte er erheblichen Einfluss auf den Kaiser. Er war der Einzige, der dem kaiserlichen Vertrauten Johann Anton Barvitius widersprechen durfte. Wahrscheinlich war er daran beteiligt, dass der erste Kammerdiener des Kaisers Hieronymus Machowsky von Machau 1603 in Ungnade fiel. Dessen Position nahm Lang ein und konnte seinen Einfluss auf den Kaiser weiter erhöhen. Allein an so genannten Geschenken hatte er über 200.000 Gulden eingenommen.
Er kontrollierte den Zugang zu Rudolf II. und wer eine kaiserliche Gunst benötigte, musste sich an Lang wenden. Selbst Mitglieder der Familie Habsburg, wie Maximilian III., Reichsfürsten oder ausländische Fürsten bedurften gegen großzügige Bezahlung seiner Vermittlung. So hat er von Ernst von Bayern bestochen, dessen Position im Zusammenhang mit der so genannten Frankfurter Rabbinerverschwörung unterstützt. Ein politisches Konzept hatte er nicht.
Der Kaiser gewährte ihm zahlreiche Ämter und Einkünfte. Auch sonst gelang es Lang, aus seiner Stellung Kapital zu schlagen. Davon profitierten auch seine Söhne. Ihm gelang es, den ältesten Sohn Andreas mit einer Tochter aus dem Augsburger Patriziergeschlecht Imhof zu verheiraten. Weiterhin vergrößerte er sein Vermögen durch Betrug, Unterschlagungen und Diebstähle. Selbst der Giftmischerei wurde er verdächtigt. Er verlieh auch Geld zu Wucherzinsen. Lang war schließlich unter anderem kaiserlicher Rat, Verwalter des Amtes eines Oberstlandjägermeisters, Mautner zu Stein, Stadthauptmann in Krems, Pfleger der Burg Innsbruck, Postmeister und Zöllner am Kollmann. Herr zu Oberinglingen und Mitglied der böhmischen Ritterschaft. Darüber hinaus verfügte er über ein großes Vermögen und mehrere Häuser in Prag. Das kaiserliche Vertrauen war so groß, dass Versuche, Lang zu stürzen, misslangen.
Als er sich allerdings Erzherzog Matthias zuwandte, fiel er 1608 beim Kaiser in Ungnade. Als Matthias mit seinen Truppen vor Prag stand, ließ Rudolf Lang inhaftieren. Dies war eine Reaktion darauf, dass die antikaiserlichen Kräfte, aber auch die Böhmen das Regiment des Kammerdieners scharf kritisierten. Es wurde eine Untersuchung gegen Lang unternommen, zu welchem Ergebnis diese kam, ist nicht bekannt. Er starb 1609 oder 1610 im Gefängnis, möglicherweise einen gewaltsamen Tod, sein Vermögen wurde beschlagnahmt. Die Witwe erhielt später eine kleine Rente.